# Championnats d'Europe juniors d'athlétisme 1973
Navigation
1970 1975
Les 2es Championnats d'Europe juniors d'athlétisme se sont déroulés à Duisbourg (Allemagne de l'Ouest) du 24 au 26 août 1973 au stade central de la Compagnie de la mer Noire.

## Résultats

### Garçons
| Épreuves                                     | Or                                                                                                | Argent                                                                                    | Bronze                                                                                                |
| -------------------------------------------- | ------------------------------------------------------------------------------------------------- | ----------------------------------------------------------------------------------------- | --- |
| 100 m (détails) (Vent : -2,4 m/s)            | Klaus-Dieter Kurrat 10 s 42                                                                       | Petar Petrov 10 s 49                                                                      | Jerzy Wieczorek 10 s 57                                                                               |
| 200 m (détails) (Vent : +0,6 m/s)            | Klaus-Dieter Kurrat 21 s 01                                                                       | Petar Petrov 21 s 12                                                                      | Jerzy Wieczorek 21 s 20                                                                               |
| 400 m (détails)                              | Alfons Brijdenbach 45 s 86                                                                        | Jürgen Utikal 46 s 73                                                                     | Dietmar Krug 46 s 81                                                                                  |
| 800 m (détails)                              | Steve Ovett 1 min 47 s 53                                                                         | Willi Wülbeck 1 min 47 s 57                                                               | Erwin Gohlke 1 min 47 s 83                                                                            |
| 1 500 m (détails)                            | Gheorghe Ghipu 3 min 45 s 78                                                                      | Nicolae Onescu 3 min 46 s 07                                                              | Bernhard Vifian 3 min 46 s 70                                                                         |
| 3 000 m (détails)                            | Hans-Jurgen Orthmann 8 min 03 s 4                                                                 | Klaus-Peter Weippert 8 min 03 s 6                                                         | Ulo Kriisa 8 min 04 s 6                                                                               |
| 5 000 m (détails)                            | Fernando Cerrada 14 min 01 s 8                                                                    | Enn Sellik 14 min 11 s 8                                                                  | Nikolay Radostyev 14 min 16 s 0                                                                       |
| 2 000 mètres steeple (détails)               | Frank Baumgartl 5 min 28 s 14                                                                     | Vladimir Kanev 5 min 28 s 36                                                              | Magnus Tellander 5 min 32 s 66                                                                        |
| 110 mètres haies (détails) (Vent : +0,6 m/s) | Vyacheslav Naydenko 14 s 42                                                                       | Volker Warbende 14 s 43                                                                   | Angus McKenzie 14 s 46                                                                                |
| 400 mètres haies (détails)                   | Jerzy Pietrzyk 50 s 07                                                                            | Fedor Ekelmann 50 s 88                                                                    | Vladimir Nagaynik 51 s 10                                                                             |
| 10 000 m marche (détails)                    | Hartwig Gauder 44 min 13 s 6                                                                      | Evgeni Semerdzhiev 44 min 41 s 6                                                          | Angelo Di Chio 45 min 31 s 4                                                                          |
| Saut en hauteur (détails)                    | Franck Bonnet 2,14 m                                                                              | Serhiy Senyukov 2,14 m                                                                    | Giordano Ferrari 2,12 m                                                                               |
| Saut à la perche (détails)                   | Sergey Krivozub 5,00 m                                                                            | Bruno Sestier 4,80 m                                                                      | Roger Thorstensson Giampaolo Gaspari 4,65 m                                                           |
| Saut en longueur (détails)                   | Frank Wartenberg 7,85 m                                                                           | Jochen Verschl 7,59 m                                                                     | Jean-Hervé Stievenart 7,54 m                                                                          |
| Triple saut (détails)                        | Lothar Gora 16,29 m                                                                               | Ramón Cid 16,06 m                                                                         | Jean-Hervé Stievenart 15,82 m                                                                         |
| Lancer du poids (détails)                    | Udo Beyer 19,65 m                                                                                 | Wolfgang Schmidt 18,45 m                                                                  | Mieczysław Bręczewski 17,42 m                                                                         |
| Lancer du disque (détails)                   | Wolfgang Schmidt 58,16 m                                                                          | Kenth Gardenkrans 56,84 m                                                                 | Nikolay Vikhor 56,84 m                                                                                |
| Lancer du marteau (détails)                  | Youri Sedykh 67,32 m                                                                              | Pavel Ryepin 63,58 m                                                                      | Manfred Sens 62,06 m                                                                                  |
| Lancer du javelot (détails)                  | Gerd Elze 75,86 m                                                                                 | Gheorghe Megelea 74,68 m                                                                  | Bent Larsen 73,46 m                                                                                   |
| Relais 4 × 100 mètres (détails)              | Allemagne de l'Est Hans-Jürgen Gerhardt Jürgen Hellmann Klaus-Dieter Kurrat Andreas Kühne 40 s 03 | France Serge Dalbon Philippe Lemaitre Gilles Douezi Alain Gracieux 40 s 26                | Allemagne de l'Ouest Karl-Heinz Weisenseel Klaus-Günther Lemke Rüdiger Harksen Helmut Leibner 40 s 66 |
| Relais 4 × 400 mètres (détails)              | Allemagne de l'Est Udo Gehrmann Erwin Gohlke Jürgen Utikal Dietmar Krug 3 min 06 s 77             | Pologne Zdzisław Sobieraj Janusz Wysocki Krzysztof Kołodziej Jerzy Pietrzyk 3 min 07 s 09 | Royaume-Uni Christopher van Rees Bob Benn Roger Jenkins Glen Cohen 3 min 07 s 29                      |
| Décathlon (détails)                          | Vladimir Buryakov 7 554 pts                                                                       | Dieter Leyckes 7 371 pts                                                                  | Claus Marek 7 370 pts                                                                                 |

### Filles
| Épreuves                                     | Or                                                                                                | Argent                                                                                             | Bronze                                                                                            |
| -------------------------------------------- | ------------------------------------------------------------------------------------------------- | -------------------------------------------------------------------------------------------------- | ------------------------------------------------------------------------------------------------- |
| 100 m (détails) (Vent : +0,3 m/s)            | Sonia Lannaman 11 s 73                                                                            | Nadine Goletto 11 s 77                                                                             | Jutta Fernys 11 s 80                                                                              |
| 200 m (détails) (Vent : +0,6 m/s)            | Bärbel Eckert 22 s 85                                                                             | Ildiko Szabo 23 s 62                                                                               | Elfriede Meierholz 23 s 66                                                                        |
| 400 m (détails)                              | Bettine Wolfrum 53 s 28                                                                           | Anna Larsson 53 s 34                                                                               | Rosine Wallez 53 s 68                                                                             |
| 800 m (détails)                              | Anita Barkusky 2 min 03 s 30                                                                      | Lesley Kiernan 2 min 03 s 66                                                                       | Nadezhda Zabozhko 2 min 03 s 83                                                                   |
| 1 500 m (détails)                            | Inger Knutsson 4 min 07 s 47                                                                      | Doris Gluth 4 min 16 s 96                                                                          | Veronika Hansen 4 min 17 s 32                                                                     |
| 100 mètres haies (détails) (Vent : +2,6 m/s) | Bärbel Eckert 13 s 14 (w)                                                                         | Chantal Réga 13 s 38                                                                               | Gudrun Berend 13 s 43                                                                             |
| Saut en hauteur (détails)                    | Ellen Mundinger 1,82 m                                                                            | Annemieke Bouma Ulrike Meyfarth 1,80 m                                                             |                                                                                                   |
| Saut en longueur (détails)                   | Heidemarie Anders 6,36 m                                                                          | Gunhild Hetzel 6,28 m                                                                              | Doina Spinu 6,28 m                                                                                |
| Lancer du poids (détails)                    | Ilona Schoknecht 17,05 m                                                                          | Marina Hein 16,97 m                                                                                | Ruska Dzhendova 16,21 m                                                                           |
| Lancer de disque (détails)                   | Evelyn Schlaak 60,00 m                                                                            | Ilona Schoknecht 52,92 m                                                                           | Danuta Cymer 51,12 m                                                                              |
| Lancer du javelot (détails)                  | Tonya Khristova 54,84 m                                                                           | Anneliese Kopsch 52,94 m                                                                           | Maria Jablonska 50,44 m                                                                           |
| Relais 4 × 100 mètres (détails)              | Allemagne de l'Est Heidrun Nagorka Bärbel Eckert Gudrun Berend Jutta Fernys 44 s 37               | Allemagne de l'Ouest Brigitte Rubner Elfriede Meierholz Dagmar Schenten Elvira Springsguth 45 s 27 | Royaume-Uni Barbara Martin Wendy Hill Donna Murray Sonia Lannaman 45 s 38                         |
| Relais 4 × 400 mètres (détails)              | Allemagne de l'Est Heiderose Arbeiter Waltraud Kämpf Anita Barkusky Bettine Wolfrum 3 min 34 s 35 | Royaume-Uni Janet Ravenscroft Evelyn McMeekin Ruth Kennedy Susan Pettett 3 min 36 s 98             | Pologne Grażyna Siewierska Genowefa Nowaczyk Bernarda Zalewska Barbara Kwietniewska 3 min 37 s 03 |
| Pentathlon (détails)                         | Bärbel Müller 4 519 pts                                                                           | Susan Mapstone 4 105 pts                                                                           | Ulrike Göhring 4 067 pts                                                                          |

## Tableau des médailles[1]
- Pays hôte

| Rang  | Nation               | Or | Argent | Bronze | Total |
| ----- | -------------------- | -- | ------ | ------ | ----- |
| 1     | Allemagne de l'Est   | 21 | 9      | 5      | 35    |
| 2     | Union soviétique     | 4  | 3      | 5      | 12    |
| 3     | Allemagne de l'Ouest | 2  | 7      | 4      | 13    |
| 4     | Royaume-Uni          | 2  | 2      | 3      | 7     |
| 5     | France               | 1  | 4      | 2      | 7     |
| 6     | Bulgarie             | 1  | 4      | 1      | 6     |
| 7     | Suède                | 1  | 2      | 2      | 5     |
| 8     | Roumanie             | 1  | 2      | 1      | 4     |
| 9     | Pologne              | 1  | 1      | 6      | 8     |
| 10    | Espagne              | 1  | 1      | 0      | 2     |
| 11    | Belgique             | 1  | 0      | 1      | 2     |
| 12    | Pays-Bas             | 0  | 1      | 0      | 1     |
| 12    | Hongrie              | 0  | 1      | 0      | 1     |
| 14    | Italie               | 0  | 0      | 3      | 3     |
| 15    | Danemark             | 0  | 0      | 1      | 1     |
| 15    | Suisse               | 0  | 0      | 1      | 1     |
| Total | Total                | 36 | 37     | 35     | 108   |